# Ƨ
Ƨ,ƨは、ラテン文字の一つ。

## 概要
このラテン文字は1982年までにチワン語の第二声調として使われた。現在では替わりにzを使う。

## 字形
- アラビア数字の2によく似ている。
- ラテン文字のSを、左右対称にしたような字形。
- ラテン文字のZによく似ている。